# Wolbrands
Wolbrands, Wolbrants of Wolbrandskercke (later: Cruijskercke) is een voormalig kerkdorp in de Grote Waard. Het dorpje is vermoedelijk vergaan tijdens de Sint Elisabethsvloed van 1421. 

## Geschiedenis
Wolbrands(kercke) wordt in archieven in 1310 en 1325 vermeld maar kan ouder zijn geweest en zou gesticht zijn door ene heer Wolbrand. Later dient het kerkdorp als parochie van het bisdom Utrecht en krijgt het een andere naam, Cruijskercke, en behoort het aan het ambacht Nesse; het wordt nog vermeld in 1418.
Men denkt dat het dorpje in de 14e eeuw aan de westkant van het riviertje de Dubbel (dat na de vloed in een modderpoel veranderde) heeft gelegen. Mogelijk zou het dorp twee woonterpen of nederzettingen hebben gekend, omdat men ook iets heeft gevonden in de wijk Zuidhoven in Dordrecht, dit zou mogelijk het gehucht Nesse kunnen zijn (maar dit is nog zeer onzeker).
Men vermoedt dat het dorp gelegen heeft op de plaats van de Dordrechtse wijken Sterrenburg I, II en Crabbehof. In 2006 en 2007 werden er opgravingen gedaan ten noordoosten van het station Dordrecht-Zuid op het buitenterrein van de Sportboulevard; men vond een gedeelte van een kerktoren en een begraafplaats. Ook werd er een houten fundering blootgelegd. Opvallend was dat er op de kleine begraafplaats veel vrouwenlijken aanwezig waren. Per 2010 is het terrein zo verbouwd dat de locatie onder de naam het gezondheidspark door het leven gaat en aan de Amnesty Internationalweg gelegen is. In de parkeergarage daar gelegen ligt een steen die de locatie van Wolbrands aanduidt.
In Amsterdam Osdorp werd op 14 december 1960 de Wolbrantskerkweg naar het verdwenen dorp vernoemd.

## Voetnoten
1. ↑  Van Heusen & Van Rijn, oudheden en gestichten, blz 207
2. ↑  De naam van onze straat, J.A. Wiersma, 1978